# Václav Roubíček
Václav Roubíček (1. března 1944 Mladá Boleslav – 14. července 2010) byl český politik a vysokoškolský profesor, bývalý senátor za obvod č. 72 – Ostrava-město, bývalý rektor Vysoké školy báňské a člen ODS.

## Vzdělání, profese a rodina
Maturoval na jičínském, dnes Lepařově gymnáziu. V letech 1963-1968 vystudoval Vysokou školu chemicko-technologickou v Praze. V letech 1968-1989 působil jako výzkumný pracovník na koksárenství Hutnické fakulty Vysoké škole báňské. Mezi roky 1989-1990 pracoval jako odborný asistent, v roce 1990 mu po habilitaci byl udělen titul docenta a v roce 1992 získal hodnost profesora. V období 1990-1991 zastával funkci proděkana Fakulty metalurgie a materiálového inženýrství, následně v letech 1991-1997 byl prorektorem pro vědu a zahraniční styky. V letech 1997-2003 vykonával funkci rektora Vysoké školy báňské v Ostravě. Mezi lety 2003-2006 působil jako prorektor pro vnější vztahy. Po celou svou akademickou dráhu se zabýval oborem chemické a energetické zpracování paliv. Byl ženatý, měl dva syny.
Zemřel 14. července 2010 po dlouhém boji s rakovinou.

## Politická kariéra
V roce 2008 vstoupil do ODS. Výrazně se zasadil o stavbu D47.
Ve volbách 2002 se stal členem horní komory českého parlamentu, když jako nestraník porazil sociální demokratku Hanu Zelenkovou. V senátu zasedal jako místopředseda Výboru pro vzdělávání, vědu, kulturu, lidská práva a petice v letech 2002-2006. Ve volbách 2008 svůj mandát obhajoval, avšak v obou kolech jej porazil sociální demokrat Petr Guziana.